# Van Horne (Iowa)
Van Horne és una població dels Estats Units a l'estat d'Iowa. Segons el cens del 2000 tenia 716 habitants.

## Demografia
Segons el cens del 2000, Van Horne tenia 716 habitants, 286 habitatges, i 195 famílies. La densitat de població era de 389,4 habitants/km².
Dels 286 habitatges en un 34,6% hi vivien nens de menys de 18 anys, en un 60,8% hi vivien parelles casades, en un 5,6% dones solteres, i en un 31,5% no eren unitats familiars. En el 27,3% dels habitatges hi vivien persones soles el 16,8% de les quals corresponia a persones de 65 anys o més que vivien soles. El nombre mitjà de persones vivint en cada habitatge era de 2,49 i el nombre mitjà de persones que vivien en cada família era de 3,08.
Per edats la població es repartia de la següent manera: un 28,5% tenia menys de 18 anys, un 7% entre 18 i 24, un 28,5% entre 25 i 44, un 18,3% de 45 a 60 i un 17,7% 65 anys o més.
L'edat mediana era de 36 anys. Per cada 100 dones de 18 o més anys hi havia 91,8 homes.
La renda mediana per habitatge era de 45.000 $ i la renda mediana per família de 49.261 $. Els homes tenien una renda mediana de 30.550 $ mentre que les dones 23.092 $. La renda per capita de la població era de 19.439 $. Cap de les famílies i el 2,9% de la població estaven per davall del llindar de pobresa.

## Poblacions més properes
El següent diagrama mostra les poblacions més properes.